# Hélène Bourbouloux
 (mai 2024).
Hélène Bourbouloux, née le 3 février 1973 à Tulle, est une administratrice judiciaire, désignée en 2021 par Marianne comme « femme la plus puissante de France ». Elle dirige le cabinet FHB.

## Biographie
Hélène Bourbouloux vit avec ses parents en Corrèze, jusqu'au baccalauréat où elle obtient la mention très bien. Après une classe préparatoire à Paris, elle intègre HEC Paris.
Elle effectue un stage d'administrateur judiciaire au cabinet Sauvan-Goulletquer, qui fait lui-même une faillite frauduleuse en 1997.
Diplômée administratrice judiciaire en 2001, Hélène Bourbouloux est ensuite associée à 50-50 avec un autre administrateur judiciaire, Laurent Bachelier, qui meurt d'une crise cardiaque en 2004,. Elle devient alors patronne de son propre cabinet, l'un des 450 administrateurs judiciaires de France. En 2007, elle s'associe avec 2 autres administrateurs, Emmanuel Hess et Denis Facques, auxquels s'associent également Jean-François Blanc et Gaël Couturier.
En 2022, elle s'est déjà occupée de plus de 2 000 entreprises en difficulté, parmi lesquelles Solocal, Petroplus, Rallye Casino, Orpea, Fagor Brandt, La Redoute, Atos.
Hélène Bourbouloux dispense par ailleurs des cours à l'École nationale de la magistrature, à HEC et à la Sorbonne où elle organise des études de cas.

## Vie privée
Elle est mariée.

## Distinctions
Challenges lui décerne la prix de la femme d'influence 2015.
HEC au féminin lui remet le prix Trajectoires le 20 mai 2014.
 Chevalier de la Légion d'honneur (janvier 2020).
Meilleure administratrice judiciaire au monde, décerné par la revue Global Restructuring Review, le 21 novembre 2024,.